# Dmytro Čumak (sollevatore)
Dmytro Vitalijovyč Čumak (in ucraino Дмитро Віталійович Чумак?; Skadovs'k, 11 luglio 1990) è un sollevatore ucraino.

## Palmarès
- Mondiali

Houston 2015: bronzo nei 94 kg.
Aşgabat 2018: argento nei 102 kg.
- Europei

Spalato 2017: oro nei 94 kg.
Batumi 2019: oro nei 102 kg.
Mosca 2021: oro nei 109 kg.